# Chersotis alpestria
Chersotis alpestria là một loài bướm đêm trong họ Noctuidae.